# Vaccino anti COVID-19 Novavax
Il vaccino anti COVID-19 Novavax commercializzato con il marchio Nuvaxovid e Covovax è un vaccino a subunità ricombinanti di glicoproteine adiuvato, indicato a fornire l'immunità acquisita contro la malattia respiratoria acuta da SARS-CoV-2. Noto anche come NVX-CoV2373, il vaccino è ingegnerizzato dall'omonima azienda di biotecnologie statunitense Novavax a partire dalla sequenza genomica del primo ceppo del coronavirus SARS-CoV-2, utilizzando la tecnologia proprietaria delle nanoparticelle ricombinanti di Novavax e Matrix-M, un adiuvante a base di saponina vegetale per migliorare le risposte immunitarie e stimolare alti livelli di anticorpi neutralizzanti. Il vaccino è in sviluppo dalla Novavax e dalla Coalizione per le innovazioni nella preparazione alle epidemie (CEPI), richiede due dosi ed è stabile a temperature refrigerate da 2 a 8 °C (da 36 a 46 °F).
La sperimentazione clinica di Fase III per l'approvazione del vaccino si è conclusa, consentendo l'autorizzazione all'uso in individui di età pari o superiore ai 18 anni da parte di alcune autorità sanitarie tra cui: l'agenzia per il controllo dei farmaci e degli alimenti delle Filippine (Badan POM), l'Organizzazione mondiale della sanità (OMS), l'Agenzia europea per i medicinali (EMA) e in Italia dall'Agenzia italiana del farmaco (AIFA), sono ancora in corso studi clinici di Fase III per l'autorizzazione all'uso nella pediatria e la valutazione per la somministrazione di dosi aggiuntive.

## Sviluppo

### Sperimentazione clinica
Il primo studio clinico sul vaccino NVX-CoV2373 è iniziato il 26 maggio 2020 e ha coinvolto circa 130 volontari di età compresa tra i 18 e i 59 anni. La revisione tra pari degli studi di fase I/II è stata pubblicata il 2 settembre 2020 su The New England Journal of Medicine .  Non sono state riscontrate reazioni avverse o solo lievi e brevi. Inoltre, l'effetto del vaccino ha superato l'immunità dei pazienti convalescenti per COVID-19 sintomatico sia al livello di IgG sia di anticorpi neutralizzanti.
Il primo studio di fase III è iniziato nel Regno Unito nel settembre 2020. Nel dicembre 2020 Novavax ha lanciato lo studio di fase III PREVENT-19 negli Stati Uniti e in Messico, finanziato dal National Institute of Allergy and Infectious Diseases (NIAID) e il Biomedical Advanced Research and Development Authority (BARDA). Due terzi dei partecipanti hanno ricevuto due dosi del vaccino a distanza di 21 giorni e un terzo ha ricevuto un placebo. Entro la fine di gennaio 2021, sono stati ammessi più di 16 000 soggetti. Nel febbraio 2021, l'ultimo dei 30 000 volontari è stato incluso nello studio, a cui hanno partecipato 118 centri in tutto il mondo.
L'efficacia su circa 15 000 soggetti è stata esaminata nello studio di fase III in singolo cieco in Gran Bretagna, con circa la metà dei soggetti che hanno ricevuto due volte placebo e gli altri due hanno ricevuto 5 µg di vaccino. Sono stati osservati in totale 106 casi di COVID-19, 96 dei quali nel gruppo di controllo e 10 nel gruppo vaccinato. Ha mostrato un effetto protettivo dell'89,7% contro la malattia sintomatica COVID-19 almeno sette giorni dopo la seconda vaccinazione. Un'analisi di follow-up dei dati ha mostrato un effetto leggermente ridotto o equivalente (86,3%) contro B.1.1.7 rispetto ad altre varianti virali diffuse all'epoca. Non ci sono stati effetti collaterali gravi nel gruppo a cui è stato somministrato il vaccino. A causa del numero di soggetti e del breve tempo di osservazione, lo studio non rilascia dichiarazioni valide sugli effetti collaterali gravi che si verificano raramente, che verranno affrontati in uno studio di follow-up.
Novavax ha annunciato i risultati di uno studio di Fase IIb in Sudafrica alla fine di gennaio 2021, iniziato nell'agosto 2020 e che includeva oltre 4 400 partecipanti. Fino a metà gennaio, sono stati osservati 15 casi di COVID-19 nel gruppo vaccinato con NVX-CoV2373 e 29 casi nel gruppo di controllo. Un soggetto (nel gruppo di controllo) ha sviluppato un decorso grave, i restanti casi sono stati lievi o moderati. L'efficacia calcolata è del 49 percento, con un intervallo di confidenza del 95 percento compreso tra il 6,1 e il 72,8 percento. A quel punto, 27 dei 44 casi erano stati sequenziati, 25 dei quali relativi alla variante beta "sudafricana".
Il 3 maggio 2021 Novavax ha avviato un'espansione pediatrica per lo studio clinico di fase III, con 3 000 adolescenti di età compresa tra 12 e 17 anni.
L'11 giugno 2021, la società ha pubblicato dati in una prestampa che mostrano che i vaccini negli studi sugli animali e sull'uomo hanno una forte immunogenicità e protezione sia contro la variante alfa (B.1.1.7) originariamente identificata nel Regno Unito sia anche contro la variante beta (B.1.351) e il SARS-CoV-2 originale.

### Autorizzazione
Il 1º novembre 2021, Novavax e Serum Institute of India (SII) annunciano l'autorizzazione all'uso di emergenza (EUA) per il vaccino a subunità proteica di Novavax contro la COVID-19 dopo l'autorizzazione dall'agenzia nazionale per il controllo dei farmaci e degli alimenti dell'Indonesia (Badan Peng era Obat dan Makanan, Badan POM). Sarà prodotto da SII in India e commercializzato in Indonesia con il marchio Covovax.
Il 17 dicembre 2021, l'Organizzazione mondiale della sanità (OMS) aggiunge il vaccino Covovax all'elenco dei vaccini contro il coronavirus approvati per l'uso di emergenza (EUA). Il vaccino sviluppato congiuntamente con il Serum Institute of India (SII), può quindi essere utilizzato nel programma COVAX per la fornitura di vaccini ai paesi a basso e medio reddito. Novavax e SII garantiscono al programma COVAX 1,1 miliardi di dosi di vaccino.
Il 20 dicembre 2021, l'Agenzia europea per i medicinali (EMA) ha raccomandato l'uso del Nuvaxovid di Novavax per l'autorizzazione condizionale all'immissione in commercio formalmente approvata dalla Commissione europea, rendendolo così, de facto, in assoluto il primo vaccino a subunità proteica e quinto vaccino contro la COVID-19 approvato nell'Unione europea. Novavax sarà quindi in grado di consegnare fino a 100 milioni di dosi a partire dal primo trimestre del 2022. Il contratto firmato il 4 agosto 2021 consente agli Stati membri l'acquisto di ulteriori 100 milioni di dosi nel corso del 2022 e del 2023.
Il 31 dicembre 2021, Novavax ha annunciato di aver completato la presentazione del pacchetto completo dei dati finali, inclusi il modulo chimico, di produzione e dei controlli, necessari per soddisfare i prerequisiti per la richiesta di domanda di autorizzazione all'uso di emergenza (EUA) alla Food and Drug Administration (FDA) per il vaccino NVX-CoV2373. Novavax prevede di presentare la richiesta di approvazione entro il mese di gennaio 2022 in conformità con le linee guida della FDA in merito alla presentazione di tutti i vaccini autorizzati in emergenza.

### Commercializzazione

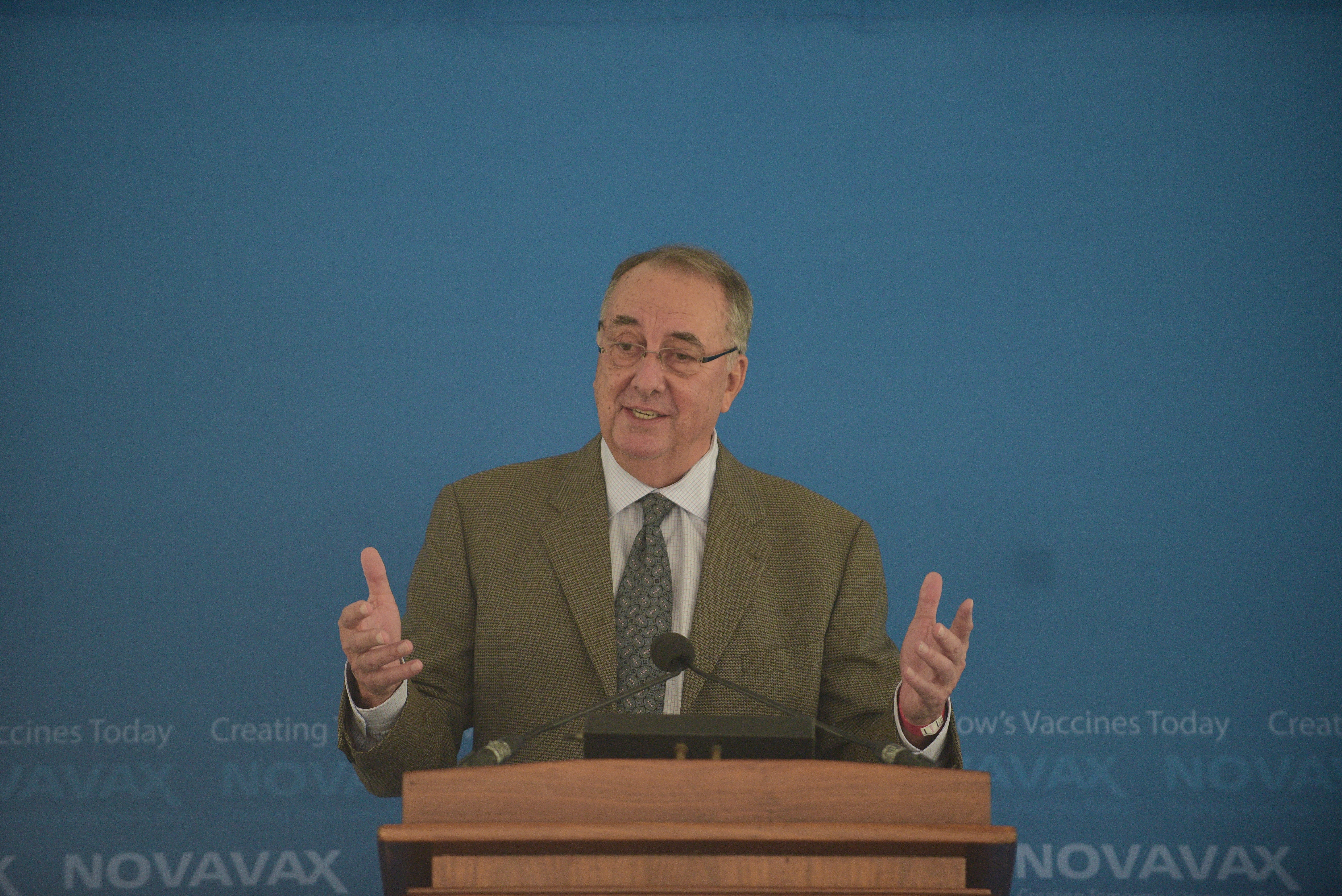
L'amministratore delegato e presidente di Novavax Stanley Erck, in conferenza durante la visita del governatore Larry Hogan ai laboratori di Novavax a Gaithersburg in Maryland, nel settembre 2020

Nel gennaio 2021, il governo australiano ha ordinato 51 milioni di dosi del vaccino (con ulteriore opzione per altre 10 milioni di dosi), previa approvazione da parte della Therapeutic Goods Administration (TGA).
Il 2 febbraio 2021, il primo ministro canadese Justin Trudeau ha annunciato che il Canada ha firmato un accordo provvisorio per la produzione di 52 milioni di dosi del vaccino Novavax presso una struttura del Consiglio nazionale delle ricerche a Montreal in seguito all'approvazione per l'uso dall'Health Canada, rendendolo così il primo vaccino contro la COVID-19 prodotto in Canada.
Il 16 marzo 2021, il generale dell'esercito filippino in pensione Carlito Galvez Jr. ha annunciato che le Filippine hanno siglato un accordo di acquisto di 30 milioni di dosi del vaccino Covovax per il programma nazionale di vaccinazione, che saranno prodotti dal Serum Institute of India (SII), rendendolo così il primo paese del Sud-est asiatico a procurarsi il vaccino.
Il 29 marzo 2021, il governo del Regno Unito ha annunciato che il suo ordine per 60 milioni di dosi del vaccino di Novavax sarà prodotto nel stabilimento della Fujifilm Diosynth Biotechnologies a Billingham nel Regno Unito e sarà completato dalla GlaxoSmithKline a Barnard Castle.
Il 24 giugno 2021, il ministro della Sanità di Singapore, Ong Ye Kung ha annunciato un accordo di acquisto anticipato firmato per le forniture del vaccino di Novavax.
Il 4 agosto 2021, la Commissione europea e la Novavax hanno annunciato un contratto di acquisto di 200 milioni di dosi: un ordine anticipato di 100 milioni di dosi, più altre 100 milioni in opzione, in arrivo non prima di dicembre 2021 previa approvazione da parte dell'EMA, poi confermata il 20 dicembre 2021. La domanda di approvazione è stata oggetto di una revisione continua al momento del contratto.
Il 7 settembre 2021, il governo giapponese ha annunciato l'acquisto di 150 milioni di dosi del vaccino Novavax dalla farmaceutica giapponese Takeda Pharmaceutical Company, commercializzato come TAK-019.

## Caratteristiche
Nuvaxovid è un vaccino a subunità proteica il cui principio attivo sono minuscole particelle (nanoparticelle), note anche come particelle simili a virus o virosomi . Queste particelle derivano dall'aggregazione spontanea di proteine prodotte in modo ricombinante simili ai peplomeri del SARS-CoV-2 e non contengono alcuna informazione genetica sotto forma di DNA o RNA.

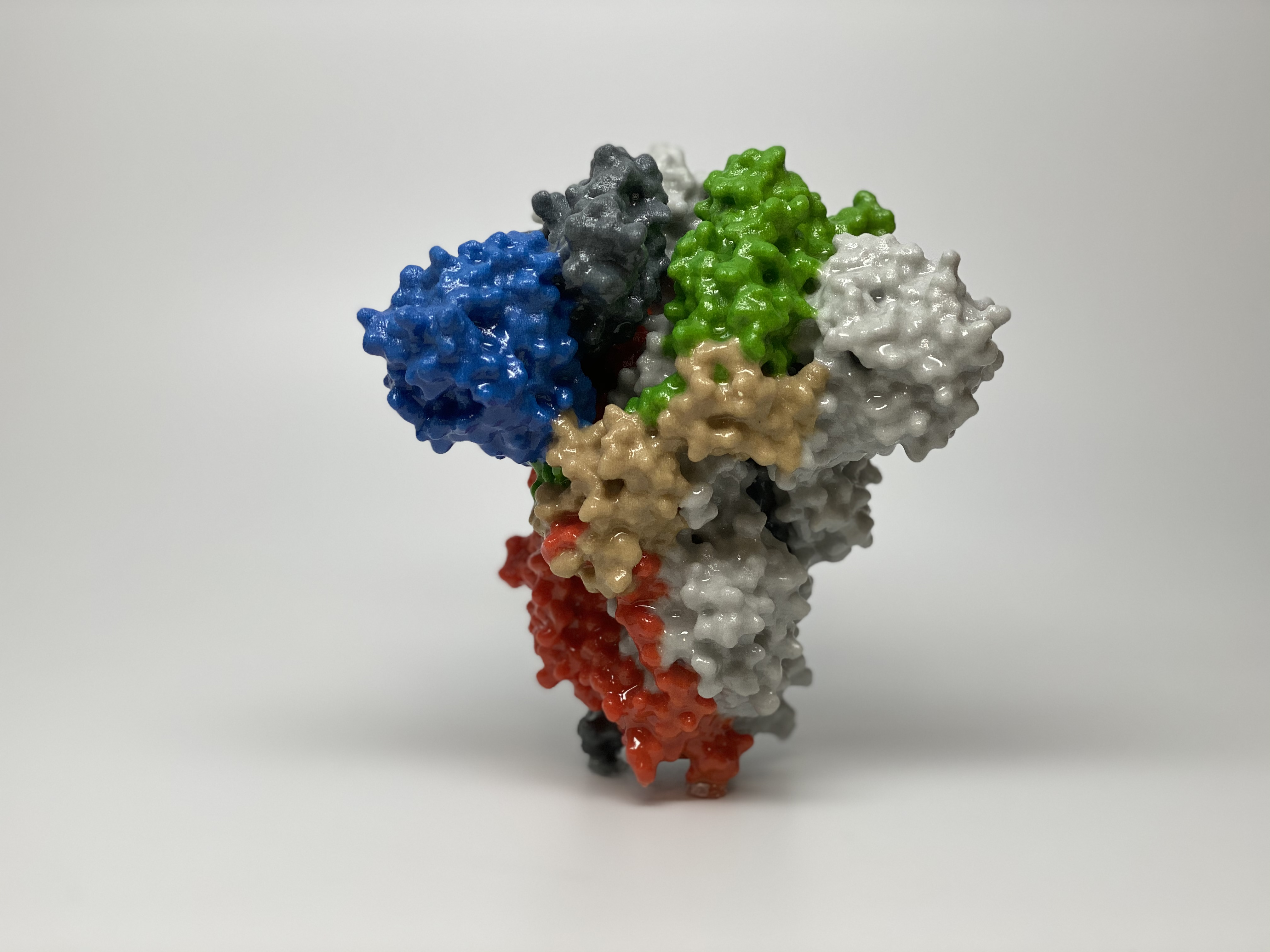
Struttura trimerica della proteina spike del virus SARS-CoV-2

La preparazione di proteine ricombinanti aventi un alto grado di omologia strutturale con i peplomeri del virus SARS-CoV-2, noti come proteine spike (S), avviene con un baculovirus ricombinante in coltura cellulare di insetto, il cosiddetto "sistema di vettore di espressione cellula di insetto-baculovirus  BEVS", mediante linee cellulari derivate dall'ovaio della falena Spodoptera frugiperda (cellule Sf-9). Le cellule Sf-9 sono infettate da un baculovirus geneticamente modificato in modo tale da indurre le cellule Sf-9 a produrre proteine S. Le cellule Sf-9 esprimono le proteine S nella conformazione di prefusione, cioè la conformazione che si ha prima che il virus si agganci alla cellula e si realizzi la fusione della proteina S con la membrana dell'endosoma. La proteina S così estratta e purificata contrariamente al peplomero presente sulla superficie del virus ha una conformazione stabile grazie alla sostituzione di due aminoacidi con la prolina nelle posizioni K986P, V987P. Le due sostituzioni con la prolina nella proteina S, designate "2P" sono state originariamente sviluppate per un vaccino per la MERS e fanno sì che la proteina S-2P adotti una conformazione prefusione stabilizzata che stimola la produzione di anticorpi neutralizzanti attivando (up) il dominio legante il recettore della proteina. Nella proteina S-2P del vaccino c'è anche una mutazione (682-RRAR-685 al posto di 682-QQAQ-685) nel sito di clivaggio/scissione della furina, che contrasta la scissione da parte delle proteasi simili alla furina dell'ospite.
Estratte dalle cellule Sf-9 e purificate, le proteine S-2P così ottenute hanno un diametro medio, misurato con la diffusione dinamica della luce, di 27,2 nm. Vengono poi aggregate in nanoparticelle dove, 14 alla volta, si distribuiscono sulla superficie di micelle di polisorbato 80 con il dominio N-terminale verso l'esterno, proprio come nel virione SARS-CoV-2.
Nel vaccino Nuvaxovid è presente anche un adiuvante chiamato "Matrice M-1" diviso in due frazioni di diverse dimensioni.
L'adiuvante Matrix M è composto da saponine dell'estratto di Quillaja saponaria Molina e da colesterolo e fosfatidilcolina. Studi sperimentali hanno verificato che la somministrazione delle nanoparticelle di proteine S-2P con il Matrix M produce una maggiore immunità rispetto a quella senza Matrix M. Questo permette di ridurre, a parità di risultato, la quantità di proteine S-2P. La Matrice-M1 attrarrebbe le cellule immunitarie nel sito dell'iniezione, inducendole a rispondere più fortemente alle nanoparticelle.

### Composizione
Il vaccino COVID-19 di Novavax è confezionato in una formulazione liquida pronta per l'uso in una fiala contenente dieci dosi.
Elenco degli eccipienti
- Disodio idrogeno fosfato eptaidrato
- Sodio diidrogeno fosfato monoidrato
- Cloruro di sodio
- Polisorbato 80
- Idrossido di sodio (per la regolazione del pH)
- Acido cloridrico (per la regolazione del pH)
- Acqua per preparazioni iniettabili

Adiuvanti (Matrix-M)
- Colesterolo
- Fosfatidilcolina (incluso tutto-rac-α-tocoferolo)
- Diidrogeno fosfato di potassio
- Cloruro di potassio
- Disodio idrogeno fosfato diidrato
- Cloruro di sodio
- Acqua per preparazioni iniettabili

## Efficacia e risposta immunitaria
Un vaccino è generalmente considerato efficace se la stima è ≥50% con un limite inferiore >30%, dell'intervallo di confidenza (CI) al 95%. L'efficacia teorica è strettamente correlata all'efficacia reale che, generalmente, tende lentamente a diminuire nel tempo. Nel dicembre 2021, Novavax ha riferito che la sperimentazione clinica di fase III ha dimostrato che il vaccino ha la capacità di prevenire l'infezione almeno 7 giorni dopo la seconda dose. L'efficacia complessiva è stata del 90,4% mentre l'efficacia contro la malattia da moderata a grave è stata del 100%.
| Dosi | Gravità della malattia | Variante Omicron | Variante Delta | Variante Alpha | Variante Gamma | Variante Beta | Altre varianti diffuse in precedenza |
| ---- | ---------------------- | ---------------- | -------------- | -------------- | -------------- | ------------- | ------------------------------------ |
| 1    | Sintomatico            | N.D.             | N.D.           | 83% (74/90%)   | N.D.           | N.D.          | 83% (74/90%)                         |
| 1    | Grave                  | N.D.             | N.D.           | N.D.           | N.D.           | N.D.          | N.D.                                 |
| 2    | Sintomatico            | N.D.             | N.D.           | 86% (71/94%)   | N.D.           | 51% (-1/76%)  | 96% (74/99%)                         |
| 2    | Grave                  | N.D.             | N.D.           | 100%           | N.D.           | N.D.          | 100%                                 |

Nel gennaio 2021, la Novavax in seguito alla pubblicazione dei risultati degli studi clinici di fase III svolti nel Regno Unito, dimostra che il vaccino ha un'efficacia dell'89% contro COVID-19 fornendo una forte immunità anche contro le nuove varianti. Conseguentemente, il giorno dopo l'annuncio colto in modo positivo dagli investitori, le azioni dell'azienda registravano un rialzo del 30% durante gli scambi di pre apertura a Wall Street.
Il 14 giugno 2021, Novavax dichiara un'efficacia complessiva del 90,4% nello studio di fase III svolto su 29 960 partecipanti tra Stati Uniti e Messico. In 77 casi totali di COVID-19 tra i volontari, 14 si sono verificati nel gruppo vaccinati, mentre 63 si sono verificati nel gruppo placebo. Nello studio statunitense circa il 40% dei vaccinati ha riferito di aver avvertito un certo grado di mal di testa, dolore muscolare o affaticamento dopo la somministrazione di una seconda dose di vaccino, ma le reazioni gravi erano rare.

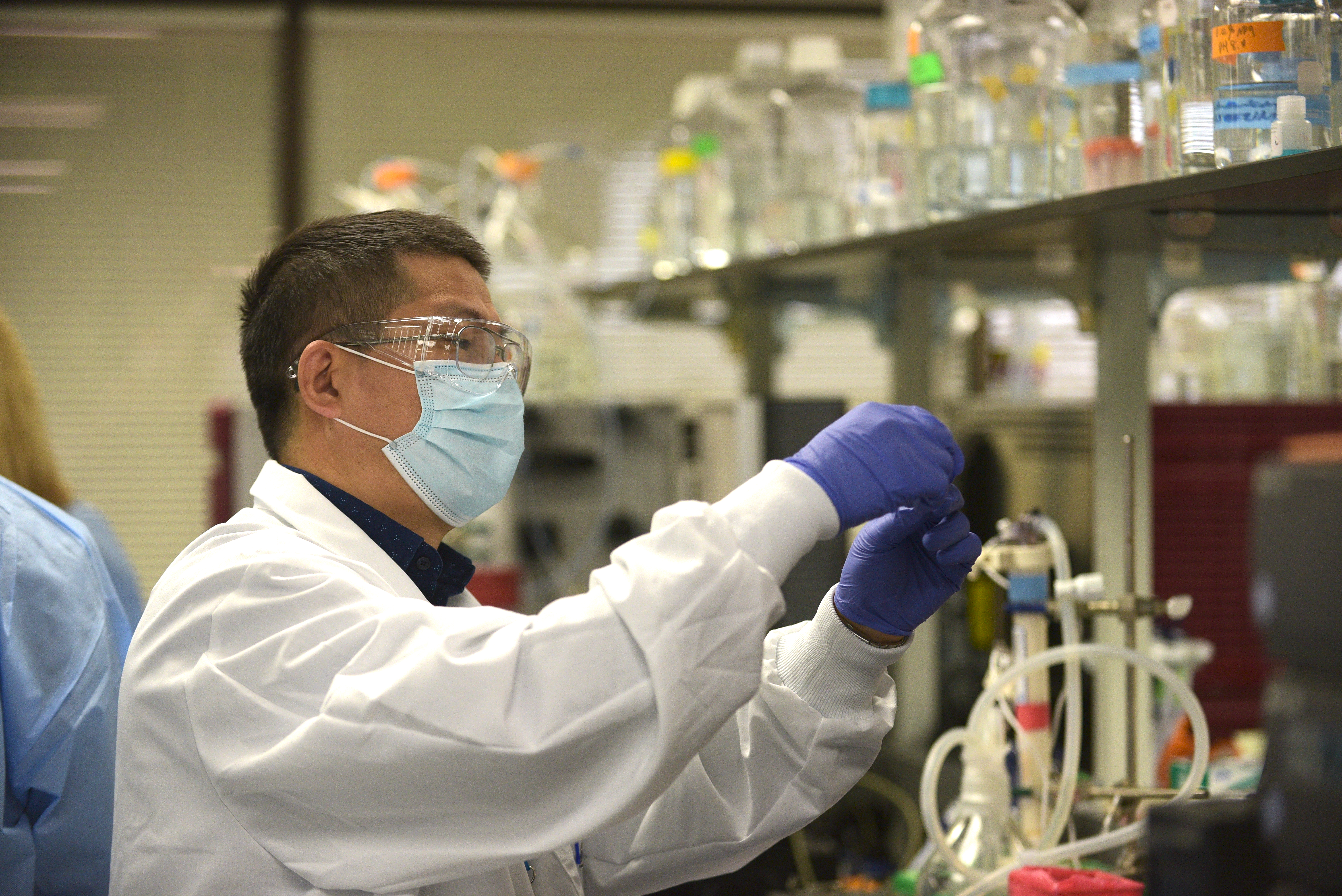
Laboratori di ricerca e sviluppo della Novavax a Gaithersburg nel Maryland

Il 22 dicembre 2021, la Novavax conferma l'efficacia dopo somministrazione di due dosi contro la nuova variante Omicron del SARS-CoV-2. I nuovi dati pubblicati dimostrano che il vaccino stimola la risposta immunitaria contro la variante Omicron e le altre varianti note del SARS-CoV-2. La risposta degli anticorpi contro la variante Omicron è quattro volte inferiore rispetto alla variante originale. Una terza dose del vaccino somministrata negli adulti, sei mesi dopo le prime due somministrazioni, ha aumentato il livello di anticorpi neutralizzanti contro la variante Omicron di 73,5 volte, risultando più efficace nell'impedire la penetrazione della nuova variante nelle cellule umane.
I dati della pubblicazione hanno dimostrato che l'aumento del livello di anticorpi è stato di 73,5 volte a seguito di una terza dose (vaccino a subunità proteica), è superiore alle dosi booster di Pfizer e Moderna (vaccini a mRNA), che hanno aumentato il livello degli anticorpi rispettivamente di 25 volte e di 37 volte.

## Ciclo vaccinale
Il ciclo di vaccinazione prevede due dosi da 0,5 mL (5 µg di antigene e 50 µg di adiuvante Matrix-M contenente la frazione A (42,5 µg) e la frazione C (7,5 µg) formate da micelle di estratto di Quillaja saponaria Molina, colesterolo e fosfatidilcolina) somministrate per via intramuscolare a 21 giorni di distanza.

## Effetti collaterali
Le reazioni avverse più frequenti sono:
- Lieve tensione al sito di iniezione (75%)
- Dolore al sito di iniezione (62%)
- Affaticamento (53%)
- Mialgia (51%)
- Cefalea (50%)
- Malessere (41%)
- Artralgia (24%)
- Nausea, vomito (15%)

Le reazioni avverse sono state generalmente di gravità da lieve a moderata con una durata mediana inferiore o uguale a due giorni per gli eventi locali e inferiore o uguale a un giorno per gli eventi sistemici a seguito di vaccinazione.
Al 9 aprile 2022 la banca dati europea delle segnalazioni di sospette reazioni avverse ai farmaci segnala 227 sospetti eventi avversi, il 61,7% delle reazioni è riferita a individui di sesso femminile. I principali Paesi europei con il più alto numero di casi segnalati dopo la somministrazione del vaccino sono: Germania 112, Italia 81, Francia 9, Austria 7 e Paesi Bassi 7.